# Sarthe
Sarthe là một tỉnh của Pháp, thuộc vùng hành chính Pays de la Loire, tỉnh lỵ Le Mans, bao gồm 3 quận với các quận lỵ còn lại là: La Flèche, Mamers.